# Кампен, Эгберт ван
Эгберт Рудольф ван Кампен (англ. Egbert Rudolf van Kampen; 28 мая 1908 года, Берхем, провинция Антверпен, Бельгия — 11 февраля 1942 года, Балтимор, США) — голландский математик, известен работами по алгебраической топологии.
Наиболее известен благодаря теореме Зейферта — ван Кампена о подсчёте фундаментальной группы топологического пространства.

## Биография
Родился в Бельгии. Сын голландского бухгалтера. 
Ходил в школу в Гааге, там был замечен его математический талант.
В 1924 году поступил в университет Лейдена. 
После окончания в 1927 году он посетил Геттингенский университет, и под влиянием Ван-дер-Вардена и Александрова заинтересовался топологией.
В 1928 году посещал Эмиля Артина в  Гамбурге,  что привело к его первой публикации, в которой он опроверг гипотезу Артина в теории узлов.
В 1929 году в защитил диссертацию в Лейдене.
В 1930 году работал ассистентом Схоутена в Делфте, занимался тензорным анализом.
В 1931 году переехал в США университет Хопкинса. 
Работал совместно с Зарисским. 
Начиная с 1933 года работал с фон Нейманом в институте перспективных исследований Принстона, занимался двойственностью в алгебраической топологии, незадолго до работ Понтрягина.
Он также работал с Кацем и Эрдёшем.
В конце 1930-х годов у него был диагностирован рак. 
Он был несколько раз прооперирован, но умер от этой болезни в начале 1942 года.